# تیفانی مک‌کارتی
تیفانی مک‌کارتی (انگلیسی: Tiffany McCarty؛ زادهٔ ۱۴ دسامبر ۱۹۹۰) بازیکن فوتبال اهل ایالات متحده آمریکا است.
از باشگاه‌هایی که در آن بازی کرده‌است می‌توان به واشینگتن اسپیریت، مجیک‌جک، هیوستون دش، اف سی کانزاس سیتی، باشگاه فوتبال آلبیرکس نیگاتا، و واشینگتن فریدام اشاره کرد.
وی همچنین در تیم‌های ملی فوتبال United States women's national under-17 soccer team, United States women's national under-20 soccer team، و زیر ۲۳ سال زنان ایالات متحده آمریکا بازی کرده‌است.